# Columnea corticola
Columnea corticola là một loài thực vật có hoa trong họ Tai voi. Loài này được (Schrad.) Kuntze mô tả khoa học đầu tiên năm 1891.